# Майлс-Сіті (Монтана)
Майлс-Сіті (англ. Miles City) — місто (англ. city) в США, в окрузі Кастер штату Монтана. Населення — 8354 особи (2020).

## Географія
Майлс-Сіті розташований за координатами 46°24′21″ пн. ш. 105°50′20″ зх. д. / 46.40583° пн. ш. 105.83889° зх. д. (46.405823, -105.838944).  За даними Бюро перепису населення США в 2010 році місто мало площу 8,65 км², з яких 8,65 км² — суходіл та 0,00 км² — водойми.

### Клімат
| Клімат : Майлс-Сіті                | Клімат : Майлс-Сіті | Клімат : Майлс-Сіті | Клімат : Майлс-Сіті | Клімат : Майлс-Сіті | Клімат : Майлс-Сіті | Клімат : Майлс-Сіті | Клімат : Майлс-Сіті | Клімат : Майлс-Сіті | Клімат : Майлс-Сіті | Клімат : Майлс-Сіті | Клімат : Майлс-Сіті | Клімат : Майлс-Сіті | Клімат : Майлс-Сіті |
| Показник                           | Січ.                | Лют.                | Бер.                | Квіт.               | Трав.               | Черв.               | Лип.                | Серп.               | Вер.                | Жовт.               | Лист.               | Груд.               | Рік                 |
| Абсолютний максимум, °C            | 22,2                | 22,8                | 28,3                | 33,3                | 37,8                | 41,1                | 45,0                | 43,3                | 41,1                | 35,0                | 27,2                | 20,6                | 45,0                |
| Середній максимум, °C              | −2,6                | 1,8                 | 7,8                 | 14,9                | 20,8                | 26,6                | 31,1                | 30,4                | 23,3                | 15,6                | 5,4                 | −0,8                | 14,6                |
| Середній мінімум, °C               | −13,7               | −9,8                | −4,6                | 1,4                 | 7,2                 | 12,3                | 15,7                | 14,9                | 8,2                 | 1,8                 | −5,8                | −11,9               | 1,3                 |
| Абсолютний мінімум, °C             | −38,3               | −38,3               | −33,3               | −15                 | −9,4                | 0,0                 | 5,0                 | 1,7                 | −7,2                | −22,2               | −32,8               | −38,9               | −38,9               |
| Норма опадів, мм                   | 13                  | 9                   | 15                  | 36                  | 56                  | 61                  | 41                  | 29                  | 30                  | 29                  | 13                  | 11                  | 343                 |
| Днів з опадами                     | 7,3                 | 5,8                 | 7,3                 | 7,9                 | 10,9                | 10,4                | 7,7                 | 6,4                 | 6,4                 | 6,2                 | 6,0                 | 7,0                 | 89,3                |
| Днів зі снігом                     | 6,0                 | 4,6                 | 4,5                 | 1,7                 | ,5                  | 0                   | 0                   | 0                   | ,2                  | ,9                  | 3,5                 | 5,8                 | 27,7                |
| ---------------------------------- | ------------------- | ------------------- | ------------------- | ------------------- | ------------------- | ------------------- | ------------------- | ------------------- | ------------------- | ------------------- | ------------------- | ------------------- | ------------------- |
| Джерело: NOAA (normals, 1971−2000) |                     |                     |                     |                     |                     |                     |                     |                     |                     |                     |                     |                     |                     |

## Демографія
Згідно з переписом 2010 року, у місті мешкало 8410 осіб у 3677 домогосподарствах у складі 2082 родин. Густота населення становила 972 особи/км².  Було 4000 помешкань (462/км²).
Расовий склад населення:
| - 95,3 % — білих - 1,7 % — корінних американців - 0,4 % — азіатів - 0,3 % — чорних або афроамериканців - 0,1 % — вихідців з тихоокеанських островів |

До двох чи більше рас належало 1,6 %. Частка іспаномовних становила 2,4 % від усіх жителів.
За віковим діапазоном населення розподілялося таким чином: 22,4 % — особи молодші 18 років, 59,8 % — особи у віці 18—64 років, 17,8 % — особи у віці 65 років та старші. Медіана віку мешканця становила 40,6 року. На 100 осіб жіночої статі у місті припадало 95,4 чоловіків;  на 100 жінок у віці від 18 років та старших — 92,9 чоловіків також старших 18 років.
Середній дохід на одне домашнє господарство  становив 56 669 доларів США (медіана — 46 935), а середній дохід на одну сім'ю — 69 851 долар (медіана — 62 127). Медіана доходів становила 42 837 доларів для чоловіків та 30 079 доларів для жінок. За межею бідності перебувало 13,0 % осіб, у тому числі 13,4 % дітей у віці до 18 років та 15,7 % осіб у віці 65 років та старших.
Цивільне працевлаштоване населення становило 4406 осіб. Основні галузі зайнятості: освіта, охорона здоров'я та соціальна допомога — 23,8 %, роздрібна торгівля — 16,5 %, мистецтво, розваги та відпочинок — 11,5 %, будівництво — 9,6 %.